# Tetanolita hermes
Tetanolita hermes är en fjärilsart som beskrevs av William Schaus 1916. Tetanolita hermes ingår i släktet Tetanolita och familjen nattflyn. Inga underarter finns listade i Catalogue of Life.